# На Нах Нахма Нахман Меуман
На Нах Нахма Нахман Меуман (от ивр. נַ נַחְ נַחְמָ נַחְמָן מאומן‎) — напев, используемый группой бреславских хасидов, также известной под названием «На Нах».

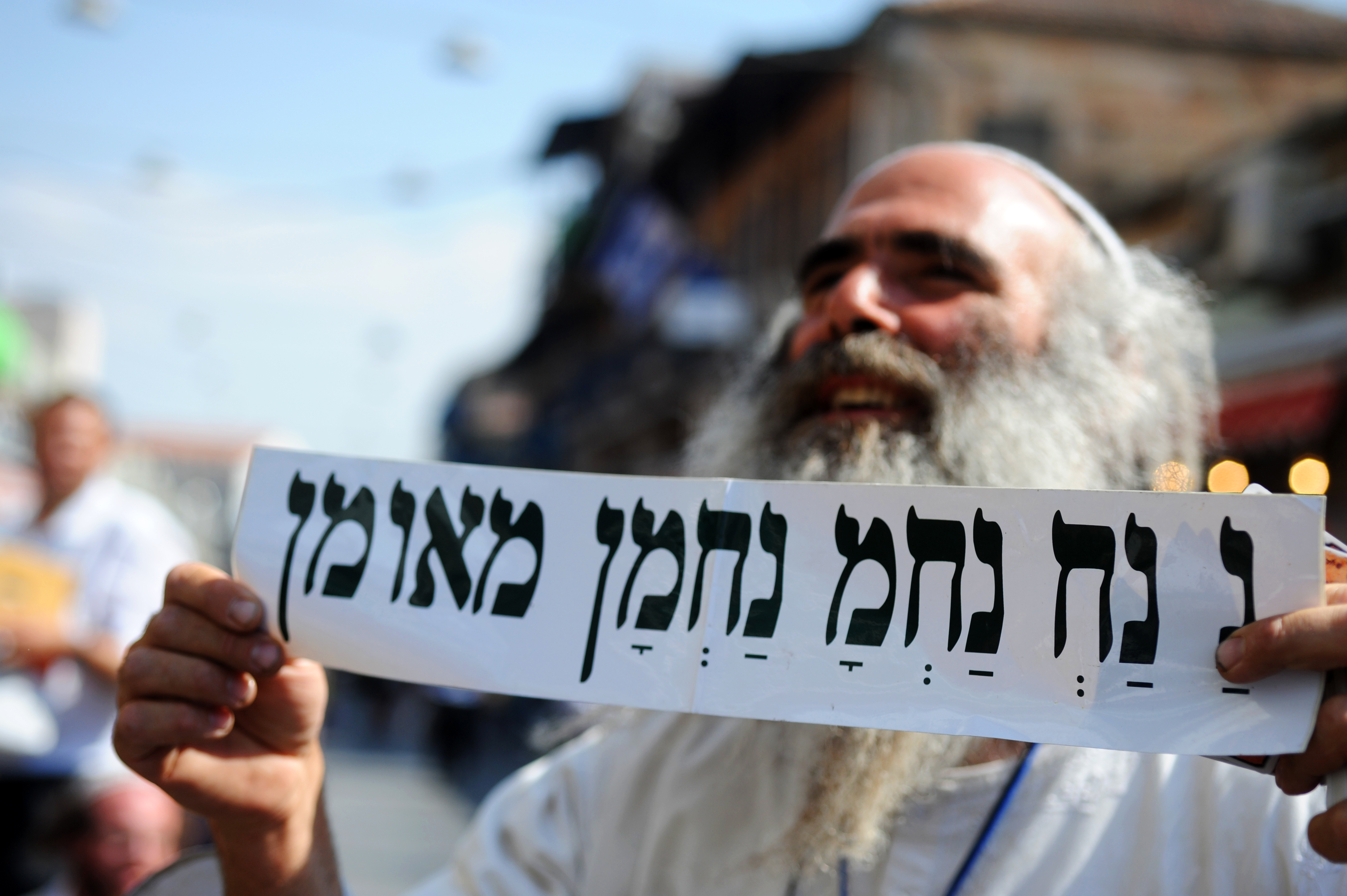
Текст «На Нах Нахма Нахман Меуман» в руках хасида

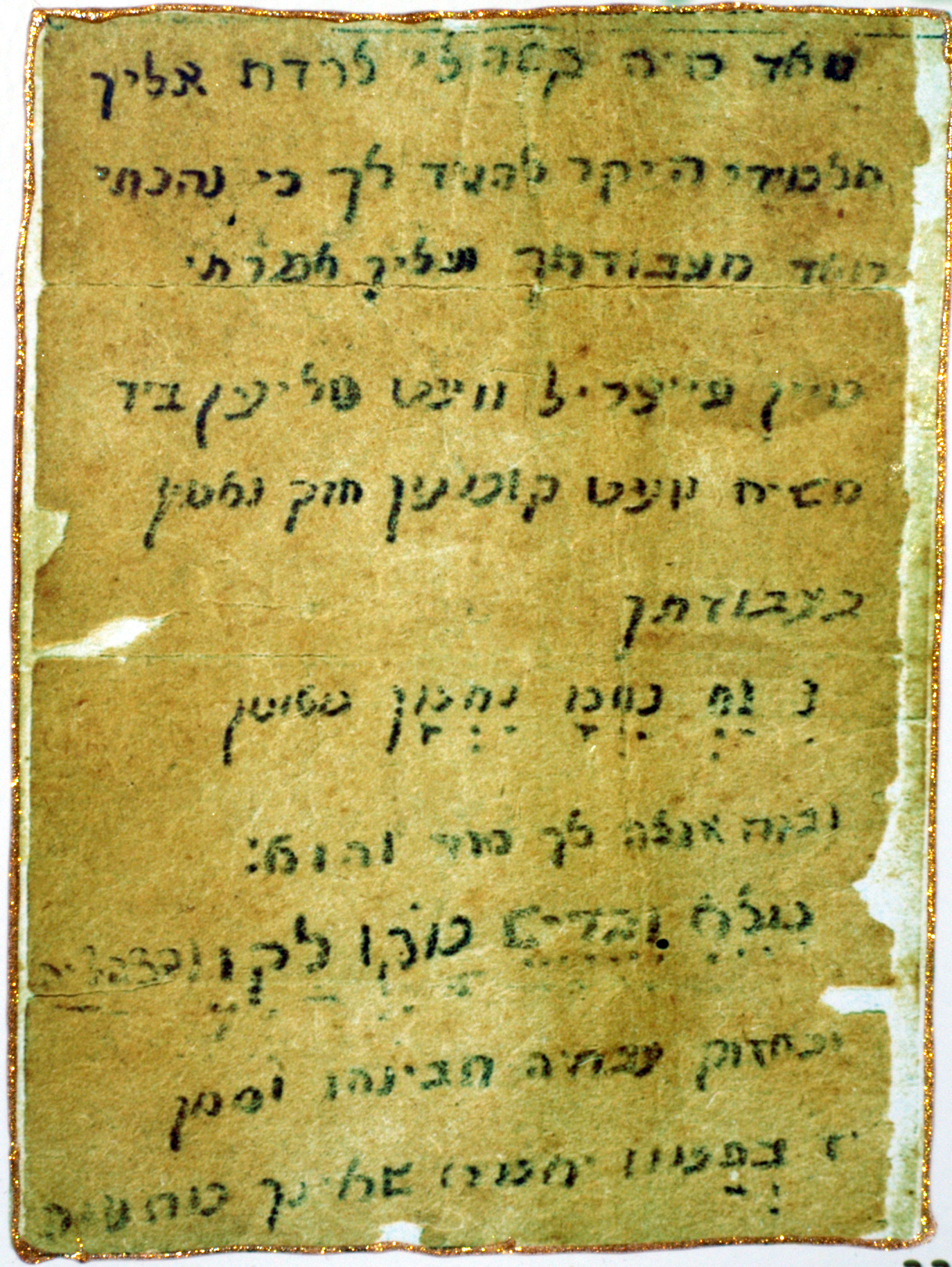
Репродукция «записки с небес»

Полный текст молитвы: «На Нах Нахма Нахман Меуман». Это каббалистическая формула, основанная на четырёхкратном использовании буквы «нун» еврейского алфавита, с которой начинается имя Нахман, — именно так звали основателя бреславского направления хасидизма, рабби Нахмана из Бреслава, вместе со ссылкой на место, где находится его могила, город Умань, Украина.
В 1982 году рабби Исроэль Бер Одессер, один из известнейших бреславских хасидов и цадиков прошлого века, открыл, что 60 лет назад он получил послание, адресованное ему рабби Нахманом, тогда как рабби покинул этот мир в 1810 году. Седьмая строка записки читается: «На Нах Нахма Нахман Меуман» — эта фраза, которую рабби Одессер распевал на определённый хасидский манер, стала одной из основ его ежедневных медитативных практик.
До своей смерти рабби Исроэль обучал этому напеву своих учеников, которые образовали движение «На Нах». Рабби Моше Файнштейн сказал об этом послании, что он был «вдохновлён секретным документом, которым он обладает».

## Произношение и смысл фразы
В течение своей жизни рабби Нахман говорил о «Песне Искупления». Эта песня была бы найдена перед приходом Машиаха и будет в «однобуквенной, двубуквенной, трехбуквенной и четырёхбуквенной» форме. Последователи рабби Исроэль-Бер Одессера считают, что «На Нах Нахма Нахман Меуман» и есть эта песня.
- На (одна еврейская буква: Нун) — נ
- Нах (две еврейские буквы: Нун-Хет) — נח
- Нахма (три еврейские буквы: Нун-Хет-Мем) — נחמ
- Нахман (четыре еврейские буквы: Нун-Хет-Мем-Нун) — נחמן
- Меуман (двойной смысл: оно может означать «из Умани» — захоронения рабби Нахмана, а также может означать «верующий» или «аккредитованный») — מאומן